# Ferdinand Lessing

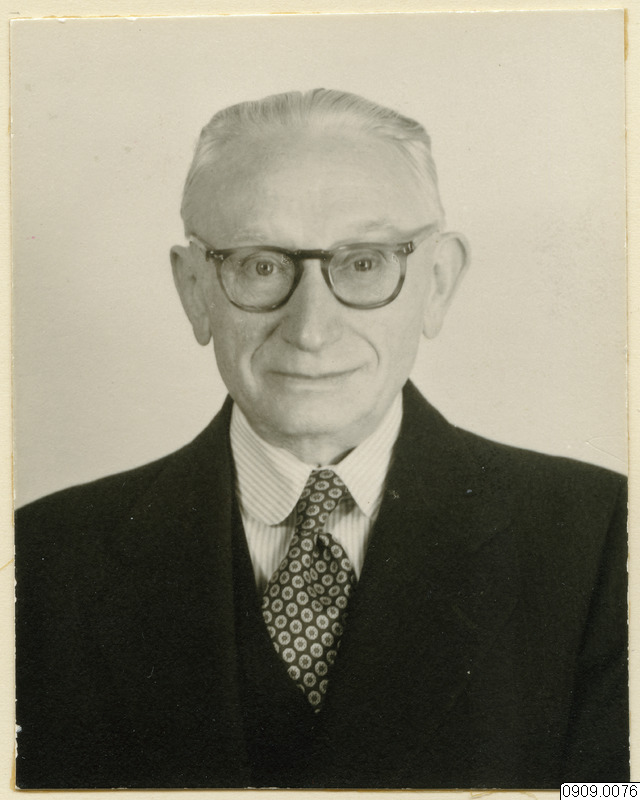
Professor Lessing, 70 år gammal, med vitt hår, glasögon och mönstrad slips

Ferdinand Diedrich Lessing, född den 26 februari 1882 i Essen-Altenessen, död den 31 december 1961 i Berkeley, Kalifornien, USA, var en tysk och senare amerikansk sinolog, mongolist och kännare av lamaism. Mellan 1930 och 1933 deltog han i Sven Hedins fjärde centralasiatiska expedition och arbetade under denna tillsammans med Gösta Montell. Tillsammans med Wilhelm Othmer skrev han en vid sin tid populär lärobok i kinesiska som trycktes 1912 i Qingdao. Han är även författare av en mongolisk-engelsk ordbok. Lessing tog sin doktorsexamen 1925 i Berlin och tjänstgjorde därefter där som professor i kinesiska vid seminariet för orientaliska språk. 1935 emigrerade han till USA där han blev professor i orientaliska språk och litteratur vid University of California, Berkeley. 1946 blev han amerikansk medborgare.